# Pritaneo de Priene
El Pritaneo de Priene fue un pritaneo de la antigua ciudad en Priene en Asia Menor, en la actual Turquía.

## Historia
El edificio interpretado como el Pritaneo fue construido originalmente en el período helenístico alrededor del 180 a. C. Sirvió como lugar de reunión y salón de banquetes para los principales funcionarios de la ciudad. La pared oeste del edificio se comparte en parte con la pared este del Buleuterio, que data de la fase más reciente de los edificios en el mismo período. La datación del Pritaneo, aproximadamente en el 180 a. C., se basa en el hecho de que se estima ligeramente alrededor del año 200 a. C. Se erigió con el Buleuterio cuando era más joven. Es probable que en Priene existiera un pritaneo incluso antes, ya que se encontró en la ciudad en el siglo III a. C... Las inscripciones epigráficas menciona a uno. El edificio fue renovado durante el  período imperial romano a más tardar alrededor del año 150 d. C.

## Descripción
Estaba situado en la parte centrale de la ciudad, al norte de la Estoa sagrada y al este del Buleuterio. El edificio está mal conservado. Las ruinas actuales son principalmente de su última fase de época romana.
La longitud del edificio en dirección norte-sur fue  de aproximadamente 24 m y la anchura en dirección este-oeste de aproximadamente 17,5 m. En la fase romana, en el centro había un peristilo pavimentado, cuyo tamaño era de unos 7 × 7 m. No se sabe con certeza si existió antes. Había tres habitaciones cada una en los lados norte y sur del patio, y dos habitaciones en el lado oeste. La entrada estaba en el lado sur a través de la habitación central de la parte sur. En su sala este, es decir, la sala sureste del edificio, se encontraba una estufa para el fuego sagrado de Hestia, que aparentemente provenía de la fase anterior del edificio.
El edificio no tiene espacios de contención obvios típicos de los pritaneos y tiene algunas características de una casa privada. Sobre esta base, en ocasiones también se ha cuestionado la interpretación del edificio como un pritaneo.